# 沔城暴动
沔城暴动，也称沔阳暴动，是指1927年12月爆发的一次国共冲突，中国共产党冲入沔阳县城。

## 背景
第一次国共内战期间，国民党沔阳当局对当地中共党员进行逮捕，对农民武装进行袭击。1927年10月中旬中共鄂中南部特委委员、沔阳县委负责人娄敏修和共产党员卢先瑚等人被逮捕关入沔城监狱并被判处死刑。中共鄂中南部特委书记由邓赤中担任，萧仁鹄仍任军长。与此同时，宁汉战争爆发，桂系进入湖北攻占武汉，迫使唐生智撤至湖南。基于此，中共中央长江局发出第二号通告，要求各地进行暴动。中共鄂中特委和中共沔阳县委决定举行沔城暴动。

## 经过
沔城是国民党在沔阳县政府的中心，有土城、砖城两层，土城外有护城河。邓赤中在白庙风凰台陈墨香家中主持会议。中共沔西区委书记胡幼松负责进城侦察敌情，但被当地守军发现，全城开始戒严搜捕中共地下党。进城侦察的郭凤珍返回白庙，得到城内县警备队外出未归、兵力空虚的情报。中共鄂中南部特委领导沔阳工农革命军第四军为攻城主力，由萧仁鹄直接指挥。全县四个暴动区中每区抽调五六十名精干暴动队员，埋伏于沔城四周配合；胡幼松、彭国材带领少数精干暴动队员乔装入城。
1927年12月3日（农历冬月初十）夜，各路暴动队伍共300余人在沔城四周集结。4日早晨，潜入城内的暴动队员一部分在城头升火发出攻城信号，一部分迅速启开城门。埋伏在城外的暴动部队分三路直扑目标。邓赤中、胡幼松为第一路，直接攻入沔城监狱，救出娄敏修、卢先瑚等80余人，并救出了“海湖会”头目邵甲林。另一路由李良贵、谭翰藻指挥，闯入县长胡宝璟和国民党县党部改组委员刘楚玉的住处，当场射杀胡、刘。第三路由廖林基率领攻入县衙，夺取了县府大印，并焚烧县衙。暴动队员还烧毁城中地主杜星桥、王道行、李松泉、杨介康、高建鏮的房屋。

## 后续
中共鄂中特委在暴动后的次日撤离县城。受暴动成功影响，萧仁鹄擅自主张进攻新堤，但遭到国军伏击，派往新堤侦察的省特派员王大全和卢子午二人被捕杀害。萧仁鹄被迫将队伍从界牌撤回沔阳西部一带活动。1928年，部队更名为“中国共产党湖北沔阳工农革命军第五军”。